# Coronel José Dias
Coronel José Dias est une municipalité brésilienne située dans l'État du Piauí.